# Nikolaus Selnecker
Nikolaus Selnecker född 1530, död 1592. Han var lärjunge och vän till Melanchthon och medförfattare av den så kallade Konkordieformeln, teologie professor och superintendent i Leipzig. Psalmförfattare och tonsättare. Antalet psalmer i 1695 års psalmbok är sju (nr 64, 109, 110, 137, 229, 230 och 239), enligt Högmarck (1736).  Han finns representerad i danska Psalmebog for Kirke og Hjem. Han är också representerad i Den svenska psalmboken 1986 med två texter (nr 373 och 502) och en psalms tonsättning i två varianter (nr 507).

## Psalmer
- Ack, bliv hos oss, o Jesu Krist (1695 nr 229, 1986 nr 373) skrev 1571 verserna 2-9 i psalmen fram till 1986 då sex av de nio verserna ströks. Finns på Wikisource.
- Hielp GUD vtaf Tin nådesthron (1695 nr 64)
- Jerusalem tu helga Stadh (1695 nr 109) Finns på Wikisource.
- Idag är HErrans Sabbatsdag (1695 nr 230)
- Lofsiunger HERran. Lofsiunger HERran (1695 nr 110)
- Till natt det åter lider (1937 nr 448, 1986 nr 507) två tonsättningar från 1507 som sedan bearbetades av Johann Crüger. Johan Ludvig Runeberg diktade texten till melodin 1857.
- Vti tin nåd O Fader blid (1695 nr 239) (också tillskriven Basilius Förtsch) Finns på Wikisource.
- Vi tackar dig, o Herre Krist (1695 nr 371, Psalmer & visor 76/82 nr 801, 1986 nr 502) skriven 1578
- Wår tid är ganska flychtig (1695 nr 137)